# Cnestidium guianense
Cnestidium guianense là một loài thực vật có hoa trong họ Connaraceae. Loài này được (Schellenb.) Schellenb. mô tả khoa học đầu tiên năm 1938.